# 코부르고수쿠스
코부르고수쿠스(학명:Coburgosuchus Heller)는 악어목 피토사우루스과에 속하는 악어이다. 지금은 멸종된 악어로 몸길이가 4~6m인 거대한 악어에 속한다.

## 특징
코부르고수쿠스는 넓고 확장된 두개골을 가진 것이 특징이다. 앞다리가 뒷다리보다 길며 다른 피토사우루스과의 악어들과 같이 수중 생활에 잘 적응한 종 중에 하나이다. 아코사우루스속에 속하며 그외에 관련된 물질의 단편적인 성질 때문에 때때로 노멘 두비움으로 여겨져 왔으며 니크로사우루스]]나 피토사우루스와 대체적으로 유사한 특징을 가지고 있다. 양턱에는 톱니 모양을 가진 25개~30개의 날카로운 이빨이 있으며 이것을 통해 먹이를 씹거나 잘라서 삼켰을 것으로 추정된다. 먹이로는 다른 피토사우루스과의 악어와 동일하게 당대에 서식하던 물고기, 갑각류와 같은 육식성의 먹이와 양치식물과 같은 채식성의 먹이를 섭이했을 잡식성의 악어로 추정이 된다.

## 생존시기와 서식지와 화석의 발견
코부르고수쿠스가 생존하던 시기는 중생대의 트라이아스기 후기로 지금으로부터 2억년전~1억 8천만년전에 생존했던 악어이다. 생존했던 시기에는 유럽을 중심으로 하는 강과 호수에서 주로 서식헸던 피토사우루스과의 악어가 된다. 화석의 발견은 1954년에 유럽의 트라이아스기에 형성된 지층에서 고생물학자들에 의해 최초로 발견되어 새롭게 명명된 종이다.

## 같이 보기
- 악어
- 중생대
- 트라이아스기
- 파충류
- 화석